# Florens Koch
Florens Koch (* 12. September 1990 in Heidelberg) ist ein deutscher Fußballtrainer.

## Karriere
Koch begann seine Trainerlaufbahn als Jugendtrainer bei der TSG 1899 Hoffenheim, bei der er von 2011 bis 2015 tätig war. Parallel dazu trainierte er ab November 2014 in der Jugend des TSV 1860 Rosenheim. Zur Saison 2016/17 zog es ihn nach Österreich, wo er Jugendtrainer beim FC Red Bull Salzburg wurde. Koch war bei den Salzburger in der Saison 2016/17 für die U-12 des FC Liefering zuständig.
Im März 2017 wurde er Co-Trainer von Marek Rzepecki bei der U-15-Mannschaft in der Akademie der Salzburger. Zur Saison 2017/18 rückte er dann mit dem Jahrgang in die U-16 auf, wo er Alexander Schmidt fortan assistierte. Zur Saison 2018/19 übernahm er dann gemeinsam mit Schmidt den Jahrgang auch als U-18-Mannschaft. Schmidt verließ Red Bull aber in der Winterpause, Koch blieb dem Team aber als Co-Trainer von Bernhard Seonbuchner und ab 2019/20 von Matthias Jaissle erhalten. Jaissle war es dann auch, der Koch im Januar 2021 als Co-Trainer zum Zweitliga-Farmteam FC Liefering mitnahm.
Zur Saison 2021/22 wurde Jaissle zum Cheftrainer des Bundesligateams der Salzburger befördert, auch dorthin nahm er Koch als Assistenztrainer mit. Mit Salzburg wurde das Trainergespann in den Saisonen 2021/22 und 2022/23 jeweils Meister. Ende Juli 2023 trennte sich Red Bull aber von Jaissle, woraufhin Koch gemeinsam mit Alexander Hauser das Team interimistisch übernahm. Das Duo trainierte die Salzburger für eine Partie, die man gewinnen konnte, ehe es nach drei Tagen im Amt von Gerhard Struber abgelöst wurde.
Zur Saison 2024/25 kehrte Koch in die Akademie der Salzburger zurück und übernahm die U-18-Mannschaft als Cheftrainer.